# 斯泰因霍夫
斯泰因霍夫是瑞士的城鎮，位於該國北部，由索洛圖恩州負責管轄，面積1.64平方公里，海拔高度562米，2010年人口141，六成人口信奉羅馬天主教，人口密度每平方公里86人。

## 外部連結
- Official website （页面存档备份，存于） （德文）